# Callovium
| ❮ | System  | Serie      | Stufe         | ≈ Alter (mya) |
| ❮ | später  | später     | später        | jünger        |
| - | ------- | ---------- | ------------- | ------------- |
| ❮ | J u r a | Oberjura   | Tithonium     | 145 ⬍ 152,1   |
| ❮ | J u r a | Oberjura   | Kimmeridgium  | 152,1 ⬍ 157,3 |
| ❮ | J u r a | Oberjura   | Oxfordium     | 157,3 ⬍ 163,5 |
| ❮ | J u r a | Mitteljura | Callovium     | 163,5 ⬍ 166,1 |
| ❮ | J u r a | Mitteljura | Bathonium     | 166,1 ⬍ 168,3 |
| ❮ | J u r a | Mitteljura | Bajocium      | 168,3 ⬍ 170,3 |
| ❮ | J u r a | Mitteljura | Aalenium      | 170,3 ⬍ 174,1 |
| ❮ | J u r a | Unterjura  | Toarcium      | 174,1 ⬍ 182,7 |
| ❮ | J u r a | Unterjura  | Pliensbachium | 182,7 ⬍ 190,8 |
| ❮ | J u r a | Unterjura  | Sinemurium    | 190,8 ⬍ 199,3 |
| ❮ | J u r a | Unterjura  | Hettangium    | 199,3 ⬍ 201,3 |
| ❮ | früher  | früher     | früher        | älter         |

Das Callovium (im Deutschen häufig verkürzt zu Callov, seltener auch Callovien) ist in der Erdgeschichte die oberste chronostratigraphische Stufe der Mitteljura-Serie des Jura. Das Callovium begann geochronologisch vor etwa 166,1 Millionen Jahren und endete vor etwa 163,5 Millionen Jahren. Es folgt auf das Bathonium und wird vom Oxfordium, der untersten Stufe des Oberjura, abgelöst.

## Namensgebung und Geschichte
Der Begriff „Callovium“ wurde durch Alcide d’Orbigny 1852 eingeführt. Es handelt sich um die latinisierte Form von Kellaways, einer Ortschaft in Wiltshire, England (nahe Chippenham). In England wurde für diese Schichtstufe auch der Begriff „Kelloway rock“ gebraucht.

## Definition und GSSP
Die Stufe beginnt mit dem Erstauftreten der Ammoniten-Gattung Kepplerites (Macrocephalites-herveyi-Zone) im Fossilbericht. Sie endet mit dem Erstauftreten der Ammoniten-Art Brightia thuouxensis an der Basis der ersten Ammonitenzone des Oxfordiums aus dem Oberjura. Ein GSSP (Typlokalität und Typprofil) wurde bisher noch nicht festgelegt.

## Untergliederung des Callovium

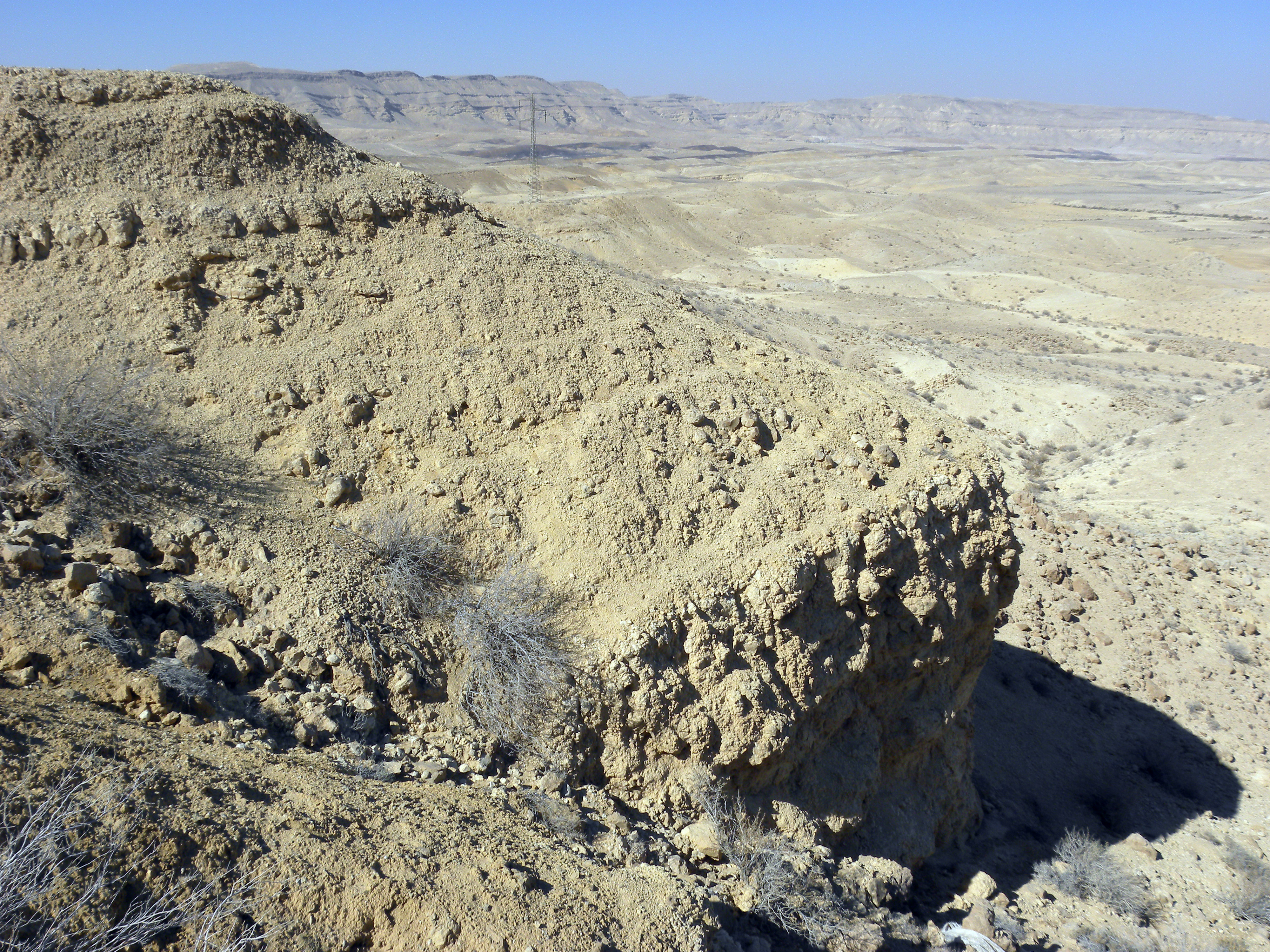
Callovium, Peltoceras-athleta-Biozone, Makhtesh Gadol, Israel.

Das Callovium wird im Tethysbereich in sechs Ammoniten-Biozonen untergliedert:
- Quenstedtoceras lamberti
- Peltoceras athleta
- Erymnoceras coronatum
- Reineckeia anceps
- Macrocephalites gracilis
- Bullatimorphites bullatus

Für den englischen Oxford Clay gilt die Einteilung in sieben Zonen:
- Quenstedtoceras lamberti
- Peltoceras athleta
- Erymnoceras coronatum
- Kosmoceras jason
- Sigaloceras calloviense
- Proplanulites koenigi
- Macrocephalites herveyi

Die Stufe wird in drei Unterstufen unterteilt: Untercallovium, Mittelcallovium und Obercallovium.